# Solveig Gunbjørg Jacobsen
Solveig Gunbjørg Jacobsen (Grytviken, 8 octobre 1913 - Buenos Aires 25 octobre 1996) est le  « premier enfant blanc » à être né au sud de la convergence antarctique. Son père, Fridthjof Jacobsen (1874 - 1953) s'installe en Géorgie du Sud en 1904 pour prendre le poste de chef adjoint du chantier de chasse à la baleine de Grytviken ; il en devient ensuite chef de 1914 à 1921. Jacobsen et sa femme, Klara Olette Jacobsen, ont deux enfants sur l'île. La naissance de Solveig est déclarée par le stipendiary magistrate britannique, James Wilson.